# Торнли, Керри
Керри Венделл Торнли (17 апреля 1938 — 28 ноября 1998) — американский писатель. Он известен как один из основателей (вместе с другом детства Грегом Хиллом) дискордианства, в контексте которого он обычно известен как Омар Хайям Равенхерст (Omar Khayyam Ravenhurst) или просто Лорд Омар. Он и Хилл являются авторами религиозного текста «Принципия Дискордия, или, как я нашёл Богиню, и как я с ней поступил, когда нашёл». Торнли был также известен своей рукописью 1962 года «Бездействующие бойцы», которая была основана на биографии его знакомого Ли Харви Освальда перед убийством Джона Кеннеди в 1963 году.
Торнли был очень активен в контркультурной издательской среде, писал для ряда подпольных журналов и газет, а также самостоятельно издавал множество одностраничных (или широкоформатных) информационных бюллетеней. Один из таких бюллетеней под названием «Zenarchy» был опубликован в 1960-х годах под псевдонимом Хо Чи Дзен. «Zenarchy» описывается во введении к сборнику как «социальный порядок, который возникает из медитации», и «невоенный, непартийный, неполитический подход к анархии, призванный заставить серьёзного исследователя задуматься».
Воспитанный мормоном, во взрослой жизни Керри часто менял свои идеологические ориентиры, соперничая с любым серьёзным деятелем контркультуры 1960-х годов. Среди предметов, которые он внимательно изучал на протяжении всей своей жизни, были атеизм, анархизм, объективизм, автаркия (он посещал Школу свободы Роберта Лефевра), неоязычество, Кериста (Kerista), буддизм и меметический наследник дискордианства, Церковь недомудреца.

## Личная жизнь
Керри Венделл Торнли родился 17 апреля 1938 года в Лос-Анджелесе в семье Кеннета и Хелен Торнли. У него было два младших брата, Дик и Том.
Торнли учился в Калифорнийской средней школе в Уиттиере, штат Калифорния, расположенной в округе Лос-Анджелес.
В субботу, 11 декабря 1965 года, Керри женился на Каре Лич в часовне Wayfarers в Палос Вердес, Калифорния. У них был один сын, Крег Торнли, родившийся в 1969 году. Позже они развелись. Крег был фотографом, художником, музыкантом и кинорежиссером.
Возможно, у Керри была внебрачная дочь, Мэрион Забриски, рожденная в отношениях с актрисой Грэйс Забриски, известной по сериалу Твин Пикс, в котором она играла мать Лоры Палмер.

## Военная служба
Будучи уже около двух лет резервистом Корпуса морской пехоты США, Торнли был призван на действительную службу в 1958 году в возрасте 20 лет, вскоре после окончания первого курса Университета Южной Калифорнии. Согласно Принципии Дискордии, примерно в это время он и Грег Хилл — он же Малаклипс Младший или Мал-2 — разделили свое первое эристическое видение в кегельбане в своем родном городе Уиттиер, штат Калифорния.
В начале 1959 года Торнли некоторое время служил в одном подразделении операторов радаров с Ли Харви Освальдом на базе Эль Торо в Санта-Ане, Калифорния. Они оба разделяли общий интерес к обществу, культуре, литературе и политике, и всякий раз, когда по долгу службы они оказывались вместе, обсуждали такие темы, как знаменитый роман Джорджа Оруэлла «1984» и философию марксизма, к которой у Освальда был особый интерес.
Находясь на борту военного корабля, возвращавшегося в США со службы в Японии (через некоторое время после того, как они расстались в результате обычного перераспределения), Торнли прочитал в американской военной газете «Stars and Stripes» о переходе Освальда на сторону Советского Союза осенью 1959 года.

## Шестидесятые
В феврале 1962 года Торнли завершил работу над книгой «Бездействующие бойцы», которая является единственной книгой, написанной о Ли Харви Освальде до убийства Кеннеди в 1963 году. Благодаря выбору Торнли литературной темы, он был вызван для дачи показаний перед Комиссией Уоррена в Вашингтоне, округ Колумбия 18 мая 1964 года. Комиссия конфисковала в судебном порядке копию рукописи и хранила ее в Национальном архиве, а книга оставалась неопубликованной до 1991 года. В 1965 году Торнли опубликовал еще одну книгу под названием «Освальд», в которой в целом защищал вывод комиссии Уоррена «Освальд — одинокий стрелок».
В январе 1968 года окружной прокурор Нового Орлеана Джим Гаррисон, уверенный, что в Новом Орлеане существовал заговор с целью убийства Джона Кеннеди, вызвал Торнли в суд присяжных и допросил его о его отношениях с Освальдом и его знаниях о других фигурах, которые, по мнению Гаррисона, были связаны с убийством. Торнли добивался отмены этой повестки, для чего ему пришлось явиться в окружной суд. Гаррисон обвинил Торнли в лжесвидетельстве после того, как Торнли отрицал, что он каким-либо образом контактировал с Освальдом с 1959 года. Обвинение в лжесвидетельстве было снято преемником Гаррисона Гарри Конником-старшим.
Торнли утверждал, что во время своего первоначального двухлетнего пребывания в Новом Орлеане у него было множество встреч с двумя загадочными мужчинами средних лет известных ему под именами «Гари Кирстейн» и «Слим Брукс». По его словам, они подробно обсуждали множество тем, от обыденных до экзотических, иногда граничащих с диковинными. Среди них был и вопрос о том, как можно было бы убить президента Кеннеди, чьи убеждения и политика в то время очень не нравились начинающему романисту. Позже бывший морпех пришел к убеждению, что «Гари Кирстейн» на самом деле был старшим офицером ЦРУ и будущим участником Уотергейтского скандала Говардом Хантом, а «Слим Брукс» — Джерри Милтоном Бруксом, членом группы правых активистов 1960-х годов, минитменом. Гай Банистер, другой член минитменов в Новом Орлеане, был обвинен Гаррисоном в причастности к убийству и якобы был связан с Ли Харви Освальдом через листовки Комитета честной игры для Кубы (Fair Play for Cuba Committee). Торнли также утверждал, что Кирстейн и Брукс точно предсказали вступление Ричарда Никсона в должность президента за шесть лет до этого, а также предвидели подъем контркультуры 1960-х годов и последующее появление Чарльза Мэнсона и того, что стало его культом. Это привело Торнли к мысли, что правительство США каким-то образом, прямо или косвенно, участвовало в создании и/или поддержке этих событий, личностей и явлений.
После того как Шоу был оправдан, Торнли заявил, что хотел бы, чтобы Гаррисон привлек его к суду, чтобы очистить его имя.

## Последующая жизнь и смерть
В течение следующих 30 лет Торнли путешествовал и жил по всей территории Соединенных Штатов и занимался разнообразной деятельностью, начиная от редактирования подпольных газет и заканчивая учебой в аспирантуре. Большую часть оставшейся жизни он провел в районе Литтл Файв Пойнтс в Атланте. В это время он выпускал бесплатную серию листовок под названием «Вне порядка». Это одностраничное, двустороннее ксерокопированное периодическое издание распространялось в районе Литтл Файв Пойнтс. В 1994 году он и Малаклипс Младший были приняты в Орден Ананаса. Торнли становился все более параноидальным и недоверчивым после пережитого в 1960-х годах, как по его собственным рассказам, так и по рассказам его личных знакомых. Некоторое время Торнли вел регулярную колонку в журнале «Фактщит Файв», пока редактор Майк Гандерлой не прекратил выпуск журнала. Борясь с болезнью в последние дни жизни, Керри Торнли умер от остановки сердца в Атланте 28 ноября 1998 года в возрасте 60 лет. На следующее утро 23 человека посетили буддийскую поминальную службу в его честь. Его тело было кремировано, а пепел развеян над Тихим океаном. Незадолго до смерти Торнли сказал, что чувствовал себя «как уставшее дитя возвратившиеся домой после шумного цирка», что является отсылкой на отрывок Грега Хилла из Принципии Дискордии:
И вот мы, люди, не существуем пока не начнем; и после, мы играем с нашим миром существующих вещей, упорядочивая и внося беспорядок в них, и с неизбежностью, не-бытие заберет нас обратно из существования, дабы безымянный дух вернулся в Бездну, как уставшее дитя возвращается домой после шумного цирка.